# Otto Saedt
Otto Joseph Arnold Saedt (* 22. Juli 1816 in Cleve; † 2. September 1886 in Köln) war ein deutscher Jurist.

## Leben
Otto Saedt war der Sohn eines Professors. Er besuchte von 1825 bis 1835 das Königliche Gymnasium zu Cleve und erwarb am 12. August 1835 dort das Abitur. Am 20. Oktober 1835 begann er an der Universität Bonn Jurisprudenz zu studieren. 1836 wurde er Mitglied des Corps Guestphalia Bonn. Nach zwei Semestern wechselte er an die Friedrich-Wilhelms-Universität in Berlin. Am 8. September 1838 bestand er das Auskultator-Examen mit der Note „sehr gut“. Kurze Zeit später wurde er beim Landgericht vereidigt und im Juni 1839 ans Landgericht Düsseldorf versetzt. Von Juni 1839 bis Juli 1840 diente er als Einjährig-Freiwilliger beim 16. Infanterieregiment. In Düsseldorf legte er am 12. März 1841 die zweite juristische Prüfung mit der Note „gut“ ab und wurde am 6. April zum Referendar ernannt. Nach kurzen Dienstzeiten in Koblenz und wieder in Düsseldorf bestand er am 27. August 1844 die dritte Prüfung mit der Note „sehr gut“ und wurde am 29. November 1844 vom Justizminister zum Landgerichtsassessor ernannt und an das Landgericht in Kleve versetzt. Am 4. August 1845 erfolgte seine Versetzung nach Düsseldorf, am 27. November 1847 erhielt er eine kommissarische Anstellung beim Landgericht in Köln und wurde am 27. Dezember 1848 zum Staatsprokurator am Landgericht ernannt.
Sein bedeutendster Prozess war der Kölner Kommunistenprozess 1852. Dieser Prozess ging auf eine Idee König Friedrich Wilhelms IV. von Preußen zurück. Er selbst gab im Fall des Bundes der Kommunisten das Ziel in einem Schreiben an Ministerpräsident Otto Theodor von Manteuffel vom 11. November 1850 vor: Aufgabe müsse es sein, mit allen Mitteln „das Gewebe der Befreiungsverschwörung“ auszuspionieren. Dem „preußischen Publikum“ solle das „ersehnte Schauspiel eines aufgedeckten und (vor allem) bestraften Komplotts“ gegeben werden. Alle Angeklagten wurden beschuldigt „im Laufe der Jahre 1848, 1849, 1850 und 1851 zu Köln ein Komplott gestiftet zu haben, dessen Zweck war, die Staatsverfassung umzustürzen und die Bürger und Einwohner gegen die königliche Gewalt und gegeneinander zur Erregung eines Bürgerkrieges zu bewaffnen. Verbrechen gegen Art. 87, 89 und 91 des Rheinischen und § 61 Nr. 2 und § 63 des Strafgesetzbuches für die preußischen Staaten.“ Er beantragte für sieben Angeklagte zwischen acht und drei Jahren Festungshaft, Aberkennung der bürgerlichen Ehrenrechte und die Tragung der Prozesskosten. Die beiden Staatsprokuratoren August Heinrich von Seckendorff und Saedt wurden unmittelbar nach dem Ende des Prozesses von König Friedrich Wilhelm IV. persönlich mit dem roten Adlerorden „dritter Klasse mit Schleife“ bzw. „vierter Klasse“ ausgezeichnet. Karl August Varnhagen von Ense urteilte über den Prozess:

„Niederschlagende Nachricht aus Köln! […] Ein schändliches, ganz ungerechtes Urtheil! Die Regierung hat abscheulich alles dazu vorbereitet, anderthalbjährige Untersuchungshaft gebraucht, die Geschworenen ernannt, Schelmenstück veranlaßt etc. – Und ein solcher – wie Stieber geht frei umher, darf sich brüsten Belohnung zu fordern, während die besten Männer im Kerker schmachten! […] Alle Rechtskundigen hier und im Rheinland waren überzeugt, die Angeklagten könnten nach den jetzt geltenden Gesetzen nicht verurtheilt werden.“

Am 31. März 1857 wurde Saedt zum Generaladvokaten am Appellationsgericht in Köln ernannt. In dieser Position blieb er bis zum 1. Oktober 1879. Er wurde als „Geheimer Ober-Justizrath“ in den Ruhestand versetzt. Er gehörte der „streng katholischen ultramontanen Partei“ an.

## Werke
- Die katholischen Kirchenfabriken des linken Rheinufers. Deren Stellung zur Kirche, zum Staate und zur Gemeinde. Bachem, Köln 1854; 2. Aufl. Bachem, 1864 oder 1865